# Национални парк Какум
Национални парк Какум је национални парк који се налази у обалним деловима Централног региона Гане, а површине је 375 km². Основан је 1931. године као резерват природе, а трансформисан је у национални парк 1992. године након што је спроведено испитивање флоре и фауне. Простор је покривен тропским шумама. Јединственост овог парка лежи у чињеници да је основан на иницијативу локалног становништва, а не од Државног одсека за дивље животиње, који је одговоран за очување дивљих животиња у Гани.
Велики број животињских врста настањује парк, а оне укључују дијану заморца, бонго антилопу, жутолеђег дујкера и афричког слона. Парк представља битну регију и за птичији свет, признат од стране BirdLife International организације. У парку је пописано 226 врста птица, укључујући осам врста које су светски заштићене, а једна од тих врсти је Agelastes meleagrides. Девет врста кљунорога и зелених папагаја пописане су у парку. Подручје је такође богато лептирима, а нова врста откривена је 1993. године. Од 2012. године највеће крдо шумских слонова у Гани, налази се у овом националном парку.
Одбор за музеје и споменике Републике Гане предложио је да парк буде проглашен Светском баштином под окриљем Унеска.

## Историја
Године 1931. подручје је проглашено шумским резерватом и са њим је руководио шумарски сектор. Током овог периода постојао је велики број сече дрвећа, углавном махагоније, а период сече наставио се све до 1989. године, када је заустављен пребацивањем на управљање парка Одељењу за дивље животиње Гане.
Студија изводљивости и прелиминарни петогодишњи план управљања за развој националног парка Какум као дестинације за екотуризам развијени су 1990. године у оквиру пројекта који је спроведен за Програм Уједињених нација за развој. Студија изводљивости укључивала је прелиминарне процене биолошке разноврсности флоре и фауне Окружног резервата Какум и суседног резервата Асин—Атандансо и истраживања популације слонова. Студија изводљивости и прелиминарни петогодишњи план управљања успостављени су у сарадњи и консултативном процесу који укључује биолошке консултанте, шумарске службенике, службенике за заштиту животне средине, локалне заједнице, ганске универзитете, регионалне владине званичнике и друге кључне заинтересоване организације.
Године 1992. Одељење за дивље животиње навело је Какум парк у складу са Регулативама резервата за дивље животиње, као подручје за заштиту Какума укључујући резерват шума Асин—Атандансо. После истраживања о богатству животињског подручја, исте године подручје је подељено у Национални парк Какум и шумски резерват Асин—Атандансо. Раздвајање је оправдано аргументом да су за обалне делове и још 33 града и села и даље потребна дрвна грађа из шуме, као и питка вода коју пружа река Какум.

## Географија
Река Какум протиче у парку, а по њој је он и добио име. 
Њене притоке које пролазе кроз парк су Обуо, Какум, Афиа, Сукума, Немими, Абоабо и Ајуесу.
Парк је стациониран 33 километара западно од градова Кејп Кост и Елмина, поред малог села Абрафо.
До парка је могуће стићи таксијем из центра града и кроз организоване аутобуске туре. Центар добродошлице садржи ресторан, ложу, простор за пикник, камповање и центар за образовање о дивљим животињама. Парк је окружен са 33 села и пољопривредним земљиштима на којима се узгајају прехрамбрени усеви и кокос.
Надморска висина парка је између 135—200 м. Простор парка је 90% покривен шумама, постоји 3% вештачког земљаног пејзажа, док остали делови нису категоризовани. Парк годишње има 1380 мм падавина.

## Флора
Доминантни тип вегетације у Какуму је влажна шума. Други типови вегетације који се срећу у парку укључују мочварне шуме (сталне и периодичне) и речне шуме. Такође постоје заједнице шума Hildegardia barteri-Polycarpaea tenuifolia . Пописано је 105 врста васкуларних биљака односно 57 врста дрвећа, 10 врста грмља, 9 врста пузавица, 17 лековитих биљака и 12 врста трава. Пописане су и епифите, орхидеје, папрати и смокве.
На простору парка између 1975—1989. године изводила су се бушења у потрази за нафтом, што је оштетило простор националног парка, али је ипак највећи део густих шума остао очуван.
Влажне шуме
- Entandrophragma cylindricum
- Entandrophragma
- Guarea cedrata
- Guarea thompsonii
- Piptadeniastrum
- Milicia excelsa
- Triplochiton
- Sterculia
- Eribroma oblonga
- Pterygota macrocarpa
- Anigeria robusta
- Terminalia superba
- Strombosia glaucescens
- Cola gigantean
- Mansonia altissima
- Celtis zenkeri
- Ricinodendron heudelotii
- Antiaris toxicaria

Мочварне шуме
- Alstonia boonei
- Cleistopholis patens
- Carapa procera
- Mitragyina stipulosa
- Raphia vinifera
- Scandent
- Calamus deeratus
- Laccosperma secundiflora
- Laccosperma opacum
- Eremospatha macrocarpa
- Glyphae brevis
- Myriathus arboreus
- Paullinia pinnata
- Thaumatococcus daniellii
- Sarcophrynium brachystachys
- Ataenidia conferta

Едафијске шуме
- Pseudospondias microcarpa
- Ceiba pentandra
- Xylopia
- Uapaca guineensis

Бовалска вегетација
- Sansevieria liberica
- Commelina
- Hildegardia barteri
- Elaeophorbia grandifolia
- Sterculia tragacantha
- Ceiba pathandra
- Albizia furruginea
- Ricinodendron heudelotii

## Фауна
У парку је настањен велики број животињских врста, укључујући шумског слона, афричког шумског бизона, цибетке и мачке. У парку је пописано две хиљаде шумских слонова, Loxodonta cyclotis, Perodicticus potto, Galago demidovii, афрички цивет, Nandinia binotata, леопард, бонго антилопа, велики број врста дујкера, Potamochoerus porcus pictus, Hylochoerus meinertzhageni, Manis tetradactyla, Белотрби љускавац, Џиновски љускавац, много врста шумских веверица, бодљикаво прасе, западноафрички патуљасти крокодил, Kinixys homeana и многе друге врсте.
Примати у парку укључују врсте медвеђи колобус, Procolobus verus и Cercopithecus roloway.
Почетна студија изводљивости за оснивање Националног парка Какум укључивала је прелиминарни преглед биолошке разноврсности фауне резервата Какум и суседног резервата шума Асин—Атандансо, као и истраживање афричког шумског слона на подручју. Године 1990. године процењена је на основу података о споровима да постоји између 100-150 јединки афричког слона.
На простору парка настањен је велики број врста птица и он представља битну регију за птичији свет, признату од стране BirdLife International организације. Пописано је 266 врста, али 56 њих још није потврђено.

Све врсте су резидентне, а већина њих нису угрожене. Глобално угрожене врсте у парку су: Bleda eximius, Parmoptila rubrifrons, Illadopsis rufescen и Hylopsar cupreocaud. Рањиве врсте у парку су Agelastes meleagrides, Bycanistes cylindricus, Ceratogymna elata и Criniger olivaceus.

## Туризам
Какум је прво заштићено подручје Гане и добро је опремљен за посетиоце. У парку се налази центар за туристе који је отворен на Дан планете Земље 1997. године, а наредне године парк је добио Награду за туризам.
Број туриста повећан је током година, 2000 њих у 1992. години, 27.000 1996. године, 1999. године забележено је да је преко 70.000 туриста дошло у парк, док је 2009. године парк посетило 135.870 посетилаца.

## Галерија
- Merops gularis
- Мост у парку
- Поглед из средишњег дела парка
- Поглед са моста
- Pyrenestes ostrinus, фотографисан у парку

- Cymothoe mabillei, фотографисан у парку